# NGC 131
NGC 131 est une petite galaxie spirale barrée située dans la constellation du Sculpteur. NGC 131 a été découverte par l'astronome britannique John Herschel en 1834.

## Caractéristiques
Sa vitesse par rapport au fond diffus cosmologique est de 1 144 ± 25 km/s, ce qui correspond à une distance de Hubble de 16,9 ± 1,2 Mpc (∼55,1 millions d'al).
La classe de luminosité de NGC 131 est II et elle présente une large raie HI.

## Groupe de NGC 134
NGC 131 fait partie du groupe de NGC 134 qui comprend les galaxies NGC 115, NGC 131, NGC 134, NGC 148, NGC 150, PGC 2000, IC 1555 et PGC 2044. Les galaxies ESO 410-18 et IC 1554 mentionnées dans l'article d'A.M. Garcia correspondent respectivement à PGC 2044 et à PGC 2000. Selon le professeur Seligman, PGC 2000 n'est pas IC 1554 qui est un objet perdu ou inexistant.